# Spelunkenturm
Der Spelunkenturm ist ein denkmalgeschützter Aussichtsturm auf dem Bomberg in Bad Pyrmont. Er wurde 1896 von der Pyrmonter Spelunkengesellschaft errichtet, ist 27 Meter hoch und wurde als Stahlfachwerkkonstruktion ausgeführt. Er steht auf ca. 308 m ü. NHN Höhe.

## Pyrmonter Spelunkengesellschaft
Die seit 1872 bestehende Spelunkengesellschaft war eine „Vereinigung trinkfester, humoriger und fröhlicher Männer“. Sie förderte Feuerwehr, Schulen und andere soziale Einrichtungen Pyrmonts.
1896 spendete sie 20000 Mark, das wären heute kaufkraftbereinigt 175.000 €, zum Bau des Spelunkenturms.

## Geschichte
Der Spelunkenturm wurde am Sedantag, dem 2. September 1896, von Friedrich Gösling, dem damaligen ersten Vorsitzenden der Spelunkengesellschaft, eingeweiht.
Der Turm wurde 1992/93 saniert. Aufgrund einer erneuten aufwändigen Sanierung war er ab September 2018 mehr als zwei Jahre lang nicht mehr begehbar. Die Aussichtsplattform wurde im Juni 2019 demontiert und ein Jahr später wieder auf dem Turm befestigt. Nach dem Abschluss von Arbeiten an dem Sockel des Turms kann er seit Anfang Oktober 2020 wieder bestiegen werden.